# 竹田印刷
竹田印刷株式会社（たけだいんさつ、英: TAKEDA PRINTING CO.,LTD.）は、愛知県名古屋市昭和区白金一丁目11番10号に本社を置く印刷会社である。
本項では、持株会社である竹田iPホールディングス株式会社（たけだアイピーホールディングス）に関しても記述する。

## 概要
1924年（大正13年）創業。カタログやパンフレット、書籍等の商業用出版物の企画・デザイン・印刷が主な業務で、このほか、デジタルソリューション事業や文具・日用雑貨の通信販売、子会社の株式会社プロセス・ラボ・ミクロンがバンプ用メタルマスクの設計・製造などを行なっている。

## 沿革
- 1924年（大正13年）1月 - 「武田商店印刷部」として創業[3]。
- 1931年（昭和6年）2月  - 「合資会社武田商店印刷部」を設立[3]。
- 1945年（昭和20年）5月  - 「竹田印刷合名会社」に商号を変更。
- 1946年（昭和21年）11月16日 - 「竹田精版印刷株式会社」を設立。
- 1950年（昭和25年）8月 - 竹田印刷合名会社と合併し「竹田印刷株式会社」に商号を変更。
- 1996年（平成8年）1月29日 - 名古屋証券取引所市場第二部に株式を上場。
- 2009年（平成21年）4月1日 - 子会社であった株式会社かみたにを吸収合併。関西営業本部を関西事業部に組織変更。
- 2010年（平成22年）
  - 6月25日 - 株式会社千代田グラビヤと資本・業務提携で合意。
  - 8月31日 - 株式会社千代田グラビヤとの合弁会社である株式会社千代田プリントメディアを設立。
- 2011年（平成23年）
  - 10月 - 株式会社メディカルインテグレーションを子会社化。
  - 10月 - 株式会社プロセス・ラボ・ミクロンとの合弁会社である竹田ミクロン株式会社を設立。
- 2012年（平成24年）11月23日 - 持分法適用関連会社であった竹田ミクロン株式会社の株式を合弁先の株式会社プロセス・ラボ・ミクロンより追加取得し連結子会社化[4]。
- 2013年（平成25年）
  - 1月29日 - 民事再生法の適用を申請した株式会社プロセス・ラボ・ミクロンとのスポンサー契約を締結[5]。
  - 7月3日 - 株式会社プロセス・ラボ・ミクロンを100%子会社化[6]。
- 2014年（平成26年）4月1日 - 子会社の株式会社プロセス・ラボ・ミクロンが同じく子会社の竹田ミクロン株式会社を吸収合併[7]。
- 2016年（平成28年）11月29日 - 東京プロセスサービス株式会社を子会社化[8]。
- 2017年（平成29年）4月1日 - 子会社の株式会社共同販促を吸収合併[9]。
- 2018年（平成30年）1月26日 - 東京証券取引所市場第二部に株式を上場。
- 2023年（令和5年）4月1日 - 持株会社制へ移行。竹田印刷株式会社（初代）は竹田iPホールディングス株式会社へ商号変更。事業は同日付で竹田印刷分割準備株式会社から商号変更された竹田印刷株式会社（2代）が継承[1][10][11]。

## 事業所
- 本社・中部事業部（名古屋市昭和区）[12]
  - テクノセンター（名古屋市昭和区）[12]
  - 小牧物流センター（愛知県小牧市）
  - 高辻工場（名古屋市昭和区）[12]
  - スタジオACE1（愛知県あま市）[12]
- 関東事業部（東京都北区）[12]
  - 越谷工場（埼玉県越谷市）[12]
  - 鳩ヶ谷工場（埼玉県川口市）[12]
- 関西事業部（大阪府八尾市）[12]
  - 大阪オフィス（大阪市中央区）[12]
  - 太田工場（大阪府八尾市）[12]

## 関連会社
- 株式会社光文堂[12]
- 東海プリントメディア株式会社（読売新聞中部支社工場。竹田印刷と読売新聞東京本社の共同出資）[12]
- 日栄印刷紙工株式会社[12]
- 株式会社光風企画（2009年7月1日、同じく竹田印刷の子会社であった株式会社ストリームを吸収合併）[12]
- 株式会社ウィルジャパン[12]
- 株式会社プロセス・ラボ・ミクロン[12]
- 東京プロセスサービス株式会社
- 株式会社千代田プリントメディア
- 上海竹田包装印務技術有限公司[12]
- 大連光華軟件技術有限公司[12]
- 富来宝米可龍（蘇州）精密科技有限公司[12]